# Macrobrachius producta
Macrobrachius producta är en tvåvingeart som först beskrevs av Oskar Augustus Johannsen 1912.  Macrobrachius producta ingår i släktet Macrobrachius och familjen svampmyggor. Inga underarter finns listade i Catalogue of Life.